# Raymond A. Serway
Raymond A. Serway es un físico, profesor y autor estadounidense. Se ha dedicado a la investigación y a la docencia principalmente en el campo de la física de la materia, es muy reconocido por sus numerosas publicaciones trabajando también como coautor de varios libros introductorios de física.

## Historia
Recibió su doctorado en el Illinois Institute of Technology
y es profesor emérito en la James Madison University. En 2011, fue galardonado con
un doctorado honorario por parte de su alma mater, Utica College. En 1990 recibió
el Madison Scholar Award en la James Madison University, donde enseñó durante 17
años. El doctor Serway comenzó su carrera docente en la Clarkson University, donde
dirigió investigaciones y enseñó de 1967 a 1980. En 1977 recibió el Distinguished
Teaching Award en la Clarkson University y el Alumni Achievement Award del Utica
College en 1985. Como científico invitado en el IBM Research Laboratory en Zúrich,
Suiza, trabajó con K. Alex Müller, ganador del premio Nobel 1987. El doctor Serway
también fue científico visitante en el Argonne National Laboratory, donde colaboró
con su mentor y amigo, Sam Marshall. Además, el doctor Serway es coautor de Physics for Scientists and Engineers, décima edición, College Physics, undécima edición; Principles of Physics, quinta edición, y Essentials of College Physics, tercera edición. También es coautor del libro de bachillerato Physics,
publicado por Holt, Rinehart y Winston. Además, el doctor Serway ha publicado más de 40 artículos de investigación en el campo de física de materia condensada y ha impartido más de 60 conferencias en reuniones profesionales.